# Ruth Patrick
Ruth Patrick (Topeka, 26 novembre 1907 – Lafayette Hill, 23 settembre 2013) è stata una botanica e limnologo statunitense specializzata nelle diatomee e nell'ecologia delle acque dolci. È autrice di più di 200 articoli scientifici, ha sviluppato metodi per misurare la salute degli ecosistemi acquatici dolci e ha istituito numerose strutture di ricerca.

## Primi anni di vita e formazione
Ruth Patrick era la figlia di Frank Patrick, un banchiere e avvocato. Frank aveva una laurea in botanica presso la Cornell University di Ithaca, New York, ed era uno scienziato per hobby. Nelle domeniche pomeriggio portava spesso Ruth e sua sorella a raccogliere campioni, soprattutto diatomee, dai ruscelli. Ciò ha suscitato l'interesse durato per tutta la vita per le diatomee e l'ecologia. Ruth Patrick ricorda di aver "raccolto tutto: vermi, funghi, piante, rocce. Ricordo la sensazione che provavo quando mio padre tirava indietro la parte superiore della sua grande scrivania in biblioteca e tirava fuori il microscopio.. era miracoloso guardare attraverso una finestra l'intero altro mondo." Ruth ha frequentato la Sunset Hill School di Kansas City nel Missouri, diplomandosi nel 1925. La madre di Ruth insistette perché frequentasse il Coker College, una scuola femminile a Hartsville, nella Carolina del Sud, ma suo padre le fece frequentare dei corsi estivi per paura che la Coker non le avrebbe fornito un'istruzione soddisfacente nelle scienze. Quando si laureò nel 1929, si iscrisse poi all'Università della Virginia conseguendo un master nel 1931, seguito da un dottorato di ricerca nel 1934.

## Carriera
La ricerca di Ruth Patrick sulle diatomee fossili ha mostrato che la Great Dismal Swamp tra la Virginia e il North Carolina una volta era una foresta e che era stata inondata dall'acqua di mare. Ricerche simili hanno dimostrato che il Gran Lago Salato non era sempre stato un lago salino. Durante la Grande depressione, si è offerta volontaria per lavorare come curatrice di microscopia per l'Accademia di scienze naturali dell'Università di Drexel, dove ha lavorato gratuitamente per otto anni. È stata assunta nel 1945. Nel 1947 ha formato e presieduto il Dipartimento di Limnologia dell'Accademia. Ha continuato a lavorare lì per molti anni ed è stata considerata un amministratore scientifico di talento ed eccezionale, oltre agli altri suoi contributi scientifici.
Il lavoro della Patrick sul Gran Lago Salato negli anni '30 si è basato sulla storia delle diatomee nei sedimenti del lago per dimostrare che un tempo il lago era un corpo idrico di acqua dolce e ha stabilito alcuni affidabili indizi su ciò che ha causato il passaggio all'acqua salata.
Nel 1945 ha inventato il diatometro, un dispositivo per prelevare dei migliori campioni per studiare la diversità nell'ecologia dell'acqua. Patrick è stata una pioniera nell'uso della biodiversità per determinare la salute generale di un corpo idrico. Il suo lavoro con anche accademici e giganti dell'industria come DuPont ha favorito la comprensione delle sostanze inquinanti e del loro effetto sui fiumi, laghi e fonti di acqua potabile. La dottoressa Patrick è stata un instancabile sostenitrice dell'acqua pulita, aiutando anche a sviluppare le linee guida per il Clean Water Act per il Congresso degli Stati Uniti. Il presidente Lyndon B. Johnson richiese la sua esperienza sull'inquinamento dell'acqua e il presidente Ronald Reagan chiese il suo contributo sulle piogge acide.

## Premi e riconoscimenti
Il suo lavoro è stato ampiamente pubblicato e ha ricevuto numerosi premi per i suoi risultati scientifici. Un elenco completo è disponibile sulla sua pagina istituzionale. Spiccano:
- Eminent Ecologist Award dalla Ecological Society of America nel 1972;
- Tyler Prize for Environmental Achievement nel 1975;
- Membro dell'American Academy of Arts and Sciences nel 1976;
- Medaglia d'oro della Royal Zoological Society di Anversa, Belgio, nel 1978;[5]
- Membro onorario a vita della American Society of Naturalists nel 1988;[6]
- Benjamin Franklin Medal for Distinguished Achievement in the Sciences nel 1993;[7]
- National Medal of Science nel 1996;
- Premio alla carriera della Association for the Sciences of Limnology and Oceanography nel 1996;
- A.C. Redfield Lifetime Achievement Award nel 1996;[8]
- Medaglia Mendel dell'Università Villanova (la più alta onorificenza dell'Università) nel 2002;[9]
- Chairman's Medal agli Heinz Awards nel 2002;[10]

Il Ruth Patrick Science Education Center di Aiken, nella Carolina del Sud, prende il nome da lei. L'Association for the Sciences of Limnology and Oceanography assegna un Ruth Patrick Award "per onorare la ricerca eccezionale di uno scienziato nell'applicazione dei principi base della scienza acquatica all'identificazione, analisi e/o soluzione di importanti problemi ambientali". Questa botanica è contrassegnata con l'abbreviazione d'autore R.M.Patrick quando si cita un nome botanico.
Nel 17 novembre 2007 si è tenuto un gala in onore del suo imminente centesimo compleanno all'Accademia di Scienze Naturali di Philadelphia, PA. Tra gli ospiti degni di nota inclusi c'era il governatore della Pennsylvania Ed Rendell.
La dottoressa Patrick ha ricevuto più di 25 lauree honoris causa. Nel 2009 la Patrick è stata inserita nella National Women's Hall of Fame.

## Vita privata
La Patrick è stata sposata due volte. Ha mantenuto il suo nome da nubile quando scriveva gli articoli scientifici, su richiesta di suo padre. I suoi mariti sono stati Charles Hodge IV e Lewis H. Van Dusen Jr. Con Charles Hodge IV ha avuto un figlio. Charles era un entomologo e un discendente diretto di Benjamin Franklin.
Ruth Patrick è morta in una casa di riposo nel 2013 all'età di 105 anni. In onore di suo padre e della sua infanzia a Kansas City, Missouri, la dottoressa Patrick ha lasciato la maggior parte della sua libreria alla Linda Hall Library alla sua morte. Questi libri si concentrano sulla microscopia e sulle osservazioni microscopiche.